# Fiú jégkorongtorna a 2012. évi téli ifjúsági olimpiai játékokon
A 2012. évi téli ifjúsági olimpiai játékokon a fiú jégkorongtornát Innsbruckban a Tyrolean Ice Arenában rendezték meg január 13. és 22. között. A tornán 5 csapat vett részt.

## Lebonyolítás
A csoportkörben az öt válogatott körmérkőzést játszott, amely a csoportkör sorrendjét határozta meg. Az elődöntőben az első a negyedik helyezettel, a második pedig a harmadik helyezettel mérkőzött. A két elődöntő győztese játszotta a döntőt, a vesztesek a bronzéremért mérkőzhettek.
A tornán a mérkőzések 3×15 percesek voltak.

## Eredmények
- Az időpontok helyi idő szerint vannak feltüntetve

### Csoportkör
| Színmagyarázat                                          |
| ------------------------------------------------------- |
| A csoport első négy helyezettje bejutott az elődöntőbe. |
| A csoport ötödik helyezettje kiesett.                   |

| Nemzet                 | M | Gy | HGy | HV | V | G+ | G- | Gk  | P |
| ---------------------- | - | -- | --- | -- | - | -- | -- | --- | - |
| Oroszország (RUS)      | 4 | 3  | 0   | 0  | 1 | 25 | 9  | +16 | 9 |
| Kanada (CAN)           | 4 | 2  | 1   | 0  | 1 | 20 | 7  | +13 | 8 |
| Finnország (FIN)       | 4 | 2  | 0   | 1  | 1 | 13 | 11 | +2  | 7 |
| Egyesült Államok (USA) | 4 | 2  | 0   | 0  | 2 | 14 | 18 | –4  | 6 |
| Ausztria (AUT)         | 4 | 0  | 0   | 0  | 4 | 3  | 30 | –27 | 0 |

| 2012. január 13. 10:15 | Ausztria (AUT) | 0 – 3 (0–0, 0–0, 0–3) | Finnország | Tyrolean Ice Arena, Innsbruck Nézőszám: 520 |

| Jegyzőkönyv | Jegyzőkönyv | Jegyzőkönyv                                     | Jegyzőkönyv | Jegyzőkönyv                       |
| --- | ----------- | ----------------------------------------------- | ----------- | --------------------------------- |
| |             |                                                 |             | Játékvezető: Simon Aicher (német) |
| \| \| 0 – 1 \| Kapanen - 30:22' \| \| \| 0 – 2 \| Hopponen - 32:05' \| \| \| 0 – 3 \| Kiviranta - emberhátrányból, üres kapuba 44:40' \| |             |                                                 |             |                                   |
| 10 perc | Büntetések  | 2 perc                                          |             |                                   |
| 8 | Lövések     | 44                                              |             |                                   |
| | 0 – 1       | Kapanen - 30:22'                                |             |                                   |
| | 0 – 2       | Hopponen - 32:05'                               |             |                                   |
| | 0 – 3       | Kiviranta - emberhátrányból, üres kapuba 44:40' |             |                                   |

| 2012. január 13. 14:45 | Oroszország (RUS) | 4 – 3 (2–1, 2–1, 0–1) | Kanada | Tyrolean Ice Arena, Innsbruck |

| Jegyzőkönyv | Jegyzőkönyv | Jegyzőkönyv | Jegyzőkönyv | Jegyzőkönyv |
| ----------- | ----------- | ----------- | ----------- | ----------- |
|             |             |             |             |             |
|             |             |             |             |             |
|             |             |             |             |             |
|             |             |             |             |             |

| 2012. január 14. 12:30 | Egyesült Államok (USA) | 7 – 2 (4–0, 1–1, 2–1) | Ausztria | Tyrolean Ice Arena, Innsbruck |

| Jegyzőkönyv | Jegyzőkönyv | Jegyzőkönyv | Jegyzőkönyv | Jegyzőkönyv |
| ----------- | ----------- | ----------- | ----------- | ----------- |
|             |             |             |             |             |
|             |             |             |             |             |
|             |             |             |             |             |
|             |             |             |             |             |

| 2012. január 15. 13:30 | Finnország (FIN) | 4 – 3 (0–2, 3–0, 1–1) | Oroszország | Tyrolean Ice Arena, Innsbruck |

| Jegyzőkönyv | Jegyzőkönyv | Jegyzőkönyv | Jegyzőkönyv | Jegyzőkönyv |
| ----------- | ----------- | ----------- | ----------- | ----------- |
|             |             |             |             |             |
|             |             |             |             |             |
|             |             |             |             |             |
|             |             |             |             |             |

| 2012. január 15. 18:00 | Kanada (CAN) | 5 – 1 (1–0, 2–1, 2–0) | Egyesült Államok | Tyrolean Ice Arena, Innsbruck |

| Jegyzőkönyv | Jegyzőkönyv | Jegyzőkönyv | Jegyzőkönyv | Jegyzőkönyv |
| ----------- | ----------- | ----------- | ----------- | ----------- |
|             |             |             |             |             |
|             |             |             |             |             |
|             |             |             |             |             |
|             |             |             |             |             |

| 2012. január 16. 12:45 | Oroszország (RUS) | 11 – 1 (0–1, 4–0, 7–0) | Ausztria | Tyrolean Ice Arena, Innsbruck |

| Jegyzőkönyv | Jegyzőkönyv | Jegyzőkönyv | Jegyzőkönyv | Jegyzőkönyv |
| ----------- | ----------- | ----------- | ----------- | ----------- |
|             |             |             |             |             |
|             |             |             |             |             |
|             |             |             |             |             |
|             |             |             |             |             |

| 2012. január 17. 11:15 | Ausztria (AUT) | 0 – 9 (0–4, 0–2, 0–3) | Kanada | Tyrolean Ice Arena, Innsbruck |

| Jegyzőkönyv | Jegyzőkönyv | Jegyzőkönyv | Jegyzőkönyv | Jegyzőkönyv |
| ----------- | ----------- | ----------- | ----------- | ----------- |
|             |             |             |             |             |
|             |             |             |             |             |
|             |             |             |             |             |
|             |             |             |             |             |

| 2012. január 17. 15:45 | Finnország (FIN) | 4 – 5 (1–0, 2–3, 1–2) | Egyesült Államok | Tyrolean Ice Arena, Innsbruck |

| Jegyzőkönyv | Jegyzőkönyv | Jegyzőkönyv | Jegyzőkönyv | Jegyzőkönyv |
| ----------- | ----------- | ----------- | ----------- | ----------- |
|             |             |             |             |             |
|             |             |             |             |             |
|             |             |             |             |             |
|             |             |             |             |             |

| 2012. január 18. 11:45 | Kanada (CAN) | 3 – 2 (sz.) (0–0, 2–1, 0–1, 0–0, 1–0) | Finnország | Tyrolean Ice Arena, Innsbruck |

| Jegyzőkönyv | Jegyzőkönyv | Jegyzőkönyv | Jegyzőkönyv | Jegyzőkönyv |
| ----------- | ----------- | ----------- | ----------- | ----------- |
|             |             |             |             |             |
|             |             |             |             |             |
|             |             |             |             |             |
|             |             |             |             |             |

| 2012. január 18. 18:45 | Egyesült Államok (USA) | 1 – 7 (0–2, 0–3, 1–2) | Oroszország | Tyrolean Ice Arena, Innsbruck |

| Jegyzőkönyv | Jegyzőkönyv | Jegyzőkönyv | Jegyzőkönyv | Jegyzőkönyv |
| ----------- | ----------- | ----------- | ----------- | ----------- |
|             |             |             |             |             |
|             |             |             |             |             |
|             |             |             |             |             |
|             |             |             |             |             |

### Elődöntők
| 2012. január 20. 14:15 | Oroszország (RUS) | 5 – 2 (1–0, 1–0, 3–2) | Egyesült Államok | Tyrolean Ice Arena, Innsbruck |

| Jegyzőkönyv | Jegyzőkönyv | Jegyzőkönyv | Jegyzőkönyv | Jegyzőkönyv |
| ----------- | ----------- | ----------- | ----------- | ----------- |
|             |             |             |             |             |
|             |             |             |             |             |
|             |             |             |             |             |
|             |             |             |             |             |

| 2012. január 20. 18:45 | Kanada (CAN) | 1 – 2 (1–1, 0–0, 0–1) | Finnország | Tyrolean Ice Arena, Innsbruck |

| Jegyzőkönyv | Jegyzőkönyv | Jegyzőkönyv | Jegyzőkönyv | Jegyzőkönyv |
| ----------- | ----------- | ----------- | ----------- | ----------- |
|             |             |             |             |             |
|             |             |             |             |             |
|             |             |             |             |             |
|             |             |             |             |             |

### Bronzmérkőzés
| 2012. január 21. 14:45 | Kanada (CAN) | 7 – 5 (3–1, 4–1, 0–3) | Egyesült Államok | Tyrolean Ice Arena, Innsbruck |

| Jegyzőkönyv | Jegyzőkönyv | Jegyzőkönyv | Jegyzőkönyv | Jegyzőkönyv |
| ----------- | ----------- | ----------- | ----------- | ----------- |
|             |             |             |             |             |
|             |             |             |             |             |
|             |             |             |             |             |
|             |             |             |             |             |

### Döntő
| 2012. január 22. 12:15 | Oroszország (RUS) | 1 – 2 (sz.) (1–0, 0–0, 0–1, 0–0, 0–1) | Finnország | Tyrolean Ice Arena, Innsbruck |

| Jegyzőkönyv | Jegyzőkönyv | Jegyzőkönyv | Jegyzőkönyv | Jegyzőkönyv |
| ----------- | ----------- | ----------- | ----------- | ----------- |
|             |             |             |             |             |
|             |             |             |             |             |
|             |             |             |             |             |
|             |             |             |             |             |

| A 2012. évi téli ifjúsági olimpiai játékok fiú jégkorongtornájának olimpiai bajnoka |
| · FINNORSZÁG · 1. cím                                                               |
| ----------------------------------------------------------------------------------- |

## Végeredmény
| Helyezés | Nemzet                 |
| -------- | ---------------------- |
| Arany    | Finnország (FIN)       |
| Ezüst    | Oroszország (RUS)      |
| Bronz    | Kanada (CAN)           |
| 4.       | Egyesült Államok (USA) |